# Adamsparmän

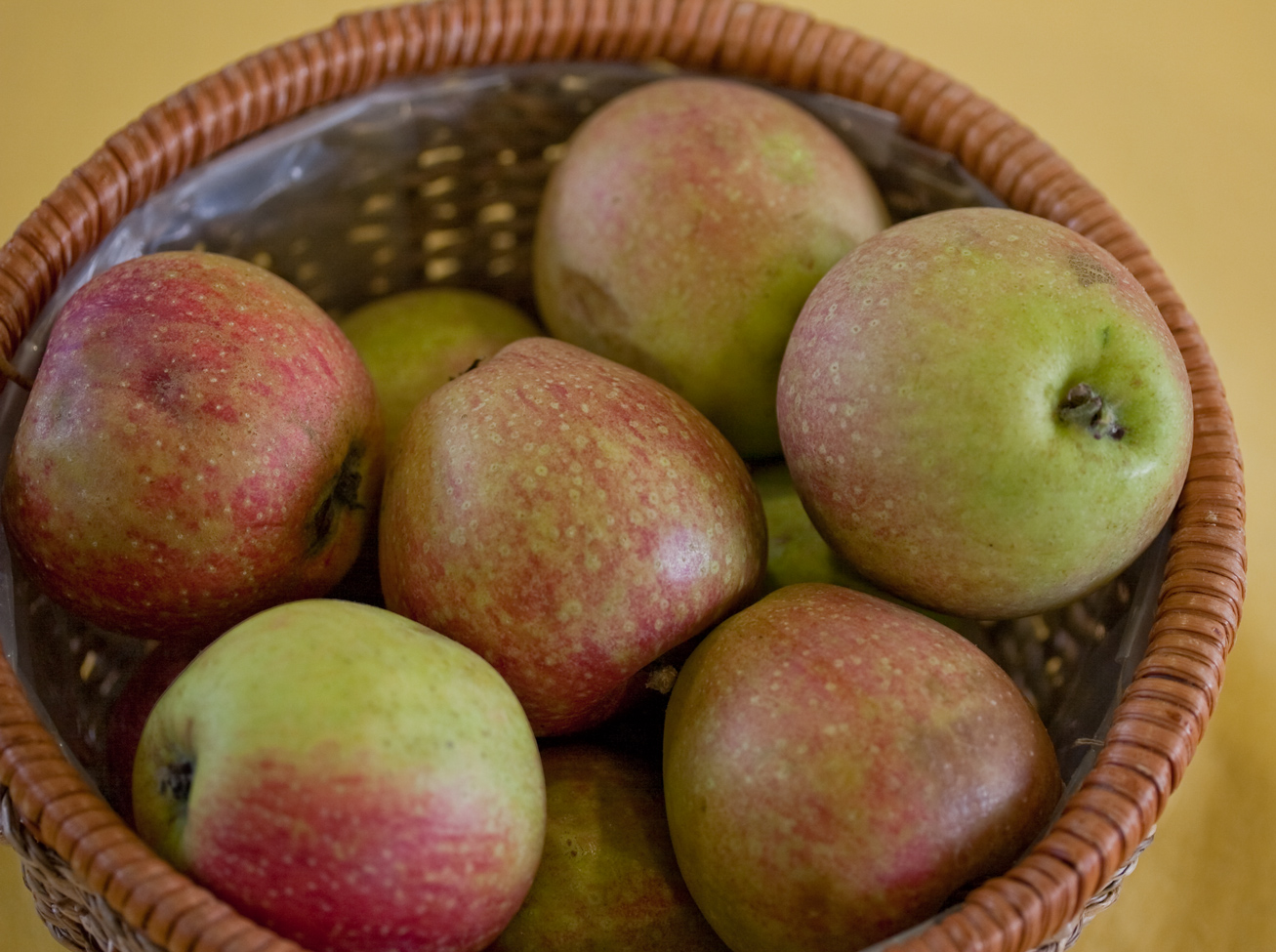
Adamsparmän

Adamsparmän är en äppelsort som har sitt ursprung i England, där den introducerades 1826, av Robert Adam, under namnet Norfolk Pippin. Norfolk är även platsen där det tros att äpplet mer precist har sitt ursprung ifrån. Äpplet är till storleken relativt stort  Köttet är saftigt, krispigt  och sött. Äpplet är även populärt för dess goda arom. Äpplet mognar i Sverige under december och håller sig i bra skick till mars. I Storbritannien är äpplets säsong omkring november-mars. Äpplet är främst ett ätäpple. Äpplets träd bär frukt tidigt, och oftast rikligt varje år. Äpplet pollineras av bland andra Filippa, Gul Richard, James Grieve och Transparente blanche. Äpplets skal är mestadels grönaktigt. I Sverige odlas Adamsparmän gynnsammast i zon 1.

### Fotnoter
1. 1 2  artikel på Orange Pippin Arkiverad 2 mars 2009 hämtat från the Wayback Machine. Läst 30 maj 2009
2. 1 2 3  Artikel på Chest of Books Läst 30 maj 2009